# Othery
Othery is een civil parish in het bestuurlijke gebied Sedgemoor, in het Engelse graafschap Somerset met 642 inwoners.